# Universidad de Curicó
La Universidad de Curicó fue una institución de educación superior chilena que funcionó a inicios de la década de 1990 en la ciudad de Curicó.

## Historia
Tras el cierre de la Escuela Normal de Curicó a mediados de los años 1970, y ante el temor de que se cerrara la subsede Curicó de la sede Talca de la Universidad Católica de Chile, se evidenciaba por parte de la comunidad curicana la necesidad de tener una casa de estudios superiores para la ciudad, y así no depender de otras ciudades como la vecina Talca, con la consiguiente pérdida de talentos jóvenes. Así las cosas, diversas organizaciones civiles de la ciudad y la provincia se organizaron para, en el marco de las nuevas regulaciones en la materia, crear una institución universitaria propia, teniendo el apoyo de diversas figuras políticas, como Anselmo Sule, Jaime Gazmuri, Gustavo Ramírez, Máximo Pacheco Gómez y Sergio Correa de la Cerda, entre otros.
La UdC inició sus clases el 1 de abril de 1990, sin embargo el Acta Constitutiva de la casa de estudios se depositó recién el 12 de ese mes. Mientras tramitaba su autonomía, firmó convenios con el Instituto Profesional Corpride para que éste fuera la institución examinadora de sus estudiantes.
No obstante, con el pasar del tiempo, la naciente universidad evidenció una serie de problemas en su funcionamiento, lo que fue advertido por el Consejo Superior de Educación, que en el Certificado Nº021/91 le exigía una serie de exigencias, las cuales no fueron superadas, por lo cual mediante Resolución Nº 519 del 2 de octubre de 1991 se le canceló el reconocimiento y personalidad jurídica, dejando de existir.

## Carreras
En su corto funcionamiento, la UdC tuvo 218 estudiantes, repartidos entre las carreras de Educación Parvularia, Psicología, Ingeniería de Ejecución Agroindustrial, Ingeniería Comercial y Periodismo. Todas las carreras estuvieron en régimen vespertino.

## Sede
Alcanzó a funcionar en dependencias del Colegio El Pilar de esa ciudad.

## Universidad de Ciencias Empresariales
En 2001 se intentó relanzar la universidad, ahora con el nombre de Universidad de Ciencias Empresariales de Curicó, sin embargo no alcanzó a funcionar antes de que su reconocimiento fuera cancelado en 2002.